# Alain Guerreau
Alain Guerreau, nascido em Macon, em 1948, é um historiador e medievalista francês.
Ele é diretor de pesquisas do Centre national de la recherche scientifique.

## Biografia

### Formação e carreira
Nascido em Macon, em 1948, frequentou as escolas de Macon, o Parque em Lyon e em Henri IV em Paris, estudando em l'École des chartes , a partir de 1967 a 1971 e, em seguida, na Sorbonne. Estagiário nos Arquivos da França e arquivista paleógrafo em 1971, associa-se na história, em 1973. Em seguida, ele segue o curso do FRA (formação em pesquisa antropológica, VIe Seção da EPHE), em 1973 e 1974, e o ensino de árabe em Paris III. Depois de uma estadia em Bagdá, em 1976, lecionou em várias escolas secundárias da região parisiense entre 1973 e 1978. Ele entrou no CNRS em 1978 e completou toda a sua carreira. Ele também ensinou, "a estatística e mapeamento para os historiadores", na écolé nationale des charters de 2002 a 2007.

### Privacidade
Marido de Anita Jalabert, ele tem uma filha, Isabelle.

## Trabalho